# Georg Benedikt II. von Poschinger
Georg Benedikt II. Reichsritter und Edler von Poschinger (* 24. April 1845 in Oberfrauenau; † 19. Dezember 1900 ebenda) war ein Gutsherr und Reichsrat aus der Familie Poschinger.

## Leben und Wirken
Seine Eltern waren Michael Reichsritter von Poschinger und dessen Ehefrau Anna Maria geb. Schweikl. Wie sein Vater studierte er in München Rechtswissenschaft. Er wurde Mitglied des Corps Bavaria München. Nach dem Tod seines Vaters im Jahr 1863 wurde ein Familienfideikommiss zur ungeteilten und unveräußerlichen Erhaltung des Familienvermögens gebildet. Als Fideikommissherr leitete Georg Benedikt die Gutsherrschaft.
Auf seine Anregung hin bildete sich ein Eisenbahnkomitee, das 1872 das Bayerische Handelsministerium um den Bau einer Bahnstrecke Plattling–Bayerisch Eisenstein mit Verbindung bis Prag ersuchte. Am 13./14. Februar 1873 kam es in München im Odeon (München) unter den Aktieninhabern der Ostbahngesellschaft zur Abstimmung über den Streckenverlauf. Poschingers redegewandtes Auftreten in seiner Eigenschaft als Vorstand des Zwieseler Eisenbahnkomitees erwies sich als entscheidend für den Bau der Bahnstrecke Landshut-Bayerisch Eisenstein.
Am 18. Februar waren bei seiner Ankunft vor dem Rathaus in Zwiesel alle Vereine mit Fahnen, die Behörden und die Bürgerschaft erschienen. Die Häuser waren hell erleuchtet, Musik erklang und es erschollen freudige Hochs auf den „Sieger von München“.
Anschließend war er Kommissär für Niederbayern bei der Wiener Weltausstellung. Nach seiner Rückkehr wurde der 28-Jährige im Juli 1873 von König Ludwig II. zum erblichen Reichsrat (Bayern) ernannt. In der Reichsratskammer nahm er eine führende Stellung ein.
Von 1875 bis 1884 ließ er das prunkvolle Schloss Oberfrauenau errichten. Der Gutsbesitz von Gut Oberfrauenau umfasste 3476,36 Hektar, dazu gehörten die Hohlglasfabrik Oberfrauenau und die Tafelglasfabrik Mooshütte. Außerdem stellte Poschinger von 1875 bis zu seinem Tod Bugholzmöbel her. Dazu erbaute er 1877 an der Stelle des heutigen Forsthauses die erste Sesselfabrik, die 1886 abbrannte. 1887 erbaute er am Ortsrand von Oberfrauenau die neue Sesselfabrik Frauenau.
Bei einem Spaziergang im Hirschpark wurde Benedikt von Poschinger am 11. September 1882 von einem Hirsch angefallen, der ihn zu Boden warf und ihm mit dem spitzen Geweih starke Verwundungen an den Schenkeln beibrachte. Er schrie um Hilfe, worauf einige Arbeiter von außen über den Zaun des Hirschparks kletterten und ihm das Leben retteten. Die Lebensretter wurden reichlich beschenkt.
Poschinger starb im Alter von 55 Jahren unvermählt. Sein Bruder und Nachfolger Eduard Ferdinand ließ für ihn ein Mausoleum in Frauenau errichten.